# Amy Lowell

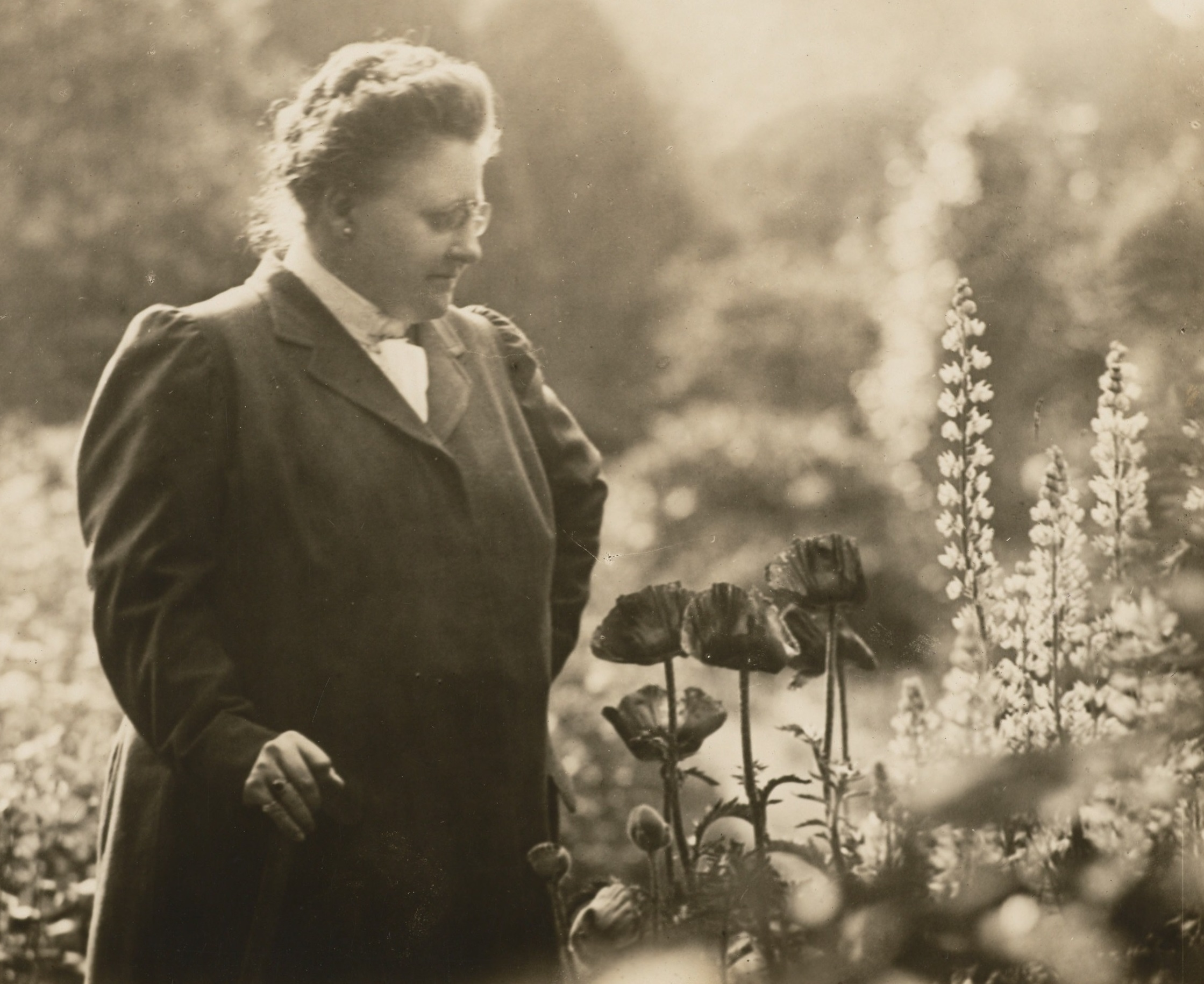
Amy Lowell, 1924

Amy Lawrence Lowell (* 9. Februar 1874 in Brookline, Massachusetts; † 12. Mai 1925 ebenda) war eine US-amerikanische Frauenrechtlerin und Dichterin. Sie erhielt 1926 den Pulitzer-Preis für Lyrik.

## Leben
Amy Lowell entstammte einer der vornehmsten Familien Bostons. Sie war die Tochter des Industriellen, Philanthropen und Hortikulturisten Augustus Lowell (1830–1900) und dessen Frau Katherine Bigelow Lawrence (1832–1895). Ihr Bruder Percival Lowell wurde als Astronom berühmt. Ein anderer Bruder, Abbott Lawrence Lowell, war Präsident der Harvard-Universität.
Sie hatte nicht studiert, sondern las sich eine umfassende Bildung an und begann selbst zu dichten. 1910 wurden einige ihrer Gedichte im Atlantic Monthly erstmals veröffentlicht. 1912 erschien ihr erster Gedichtband A Dome of Many-Coloured Glass. Der Band war nur ein mäßiger Erfolg, was Amy Lowell tief verletzte. 1926 wurde ihr für den Band What's O'Clock postum der Pulitzer-Preis für Lyrik zugesprochen.

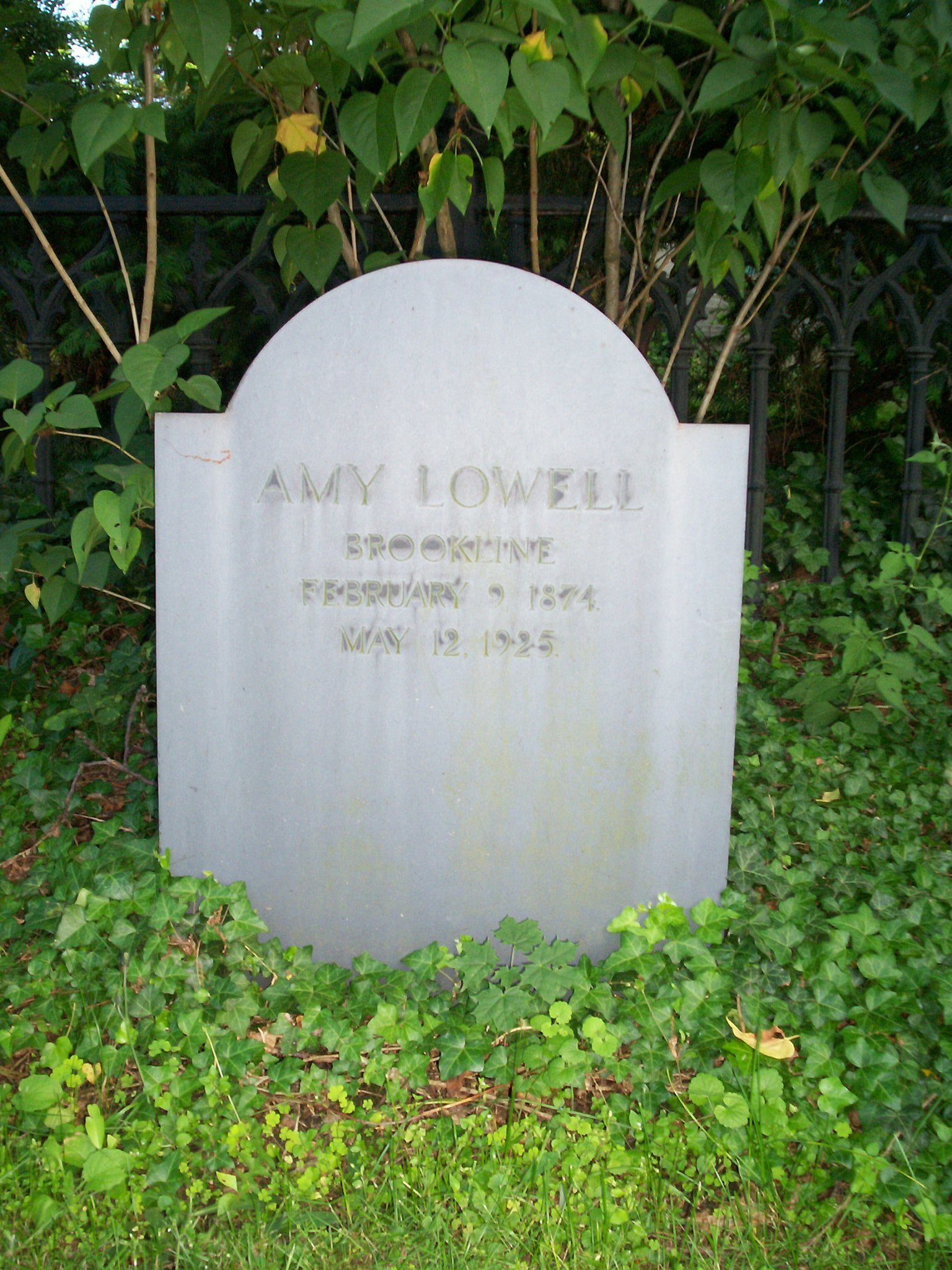
Lowells Grab in Cambridge, Massachusetts

Im Jahr 1912 traf sie auf Ada Dwyer Russell, die ihre Lebensgefährtin wurde. Das Paar reiste nach England und schloss dort Freundschaft mit Ezra Pound, der einen großen Einfluss auf Lowells Werk ausübte. Ihre modernistische Lyrik wird daher häufig dem von Pound ins Leben gerufenen Imagismus zugeordnet. Pound selbst fand sie so eigenwillig, dass er meinte, Lowell stelle die einzige Vertreterin des „Amygismus“ dar.
Amy Lowell beeindruckte durch ihre körperliche Statur und ihr selbstbewusstes Auftreten. Sie rauchte ständig Zigarren. Wegen einer Schilddrüsenerkrankung kämpfte sie einen aussichtslosen Kampf gegen Übergewicht. Ezra Pound bezeichnete sie einmal als hippopoetess (aus hippopotamus, „Nilpferd“ und poetess, „Dichterin“). Insgesamt führte sie einen sehr eigenwilligen Lebensstil: Sie stand selten vor 13 Uhr auf und ihr Bett musste immer mit exakt sechzehn Kissen ausgestattet sein. In Hotelsuiten ließ sie meist die Spiegel verhängen, da sie ihren eigenen Körper so unansehnlich fand. Ihre „Kinder“ waren sieben Schäferhunde.
Neben ihrer Lyrik schrieb Lowell auch Studien zur französischen Lyrik und eine Biografie über John Keats. Ihr Werk erfreut sich insbesondere in der feministischen Literaturkritik wieder erhöhter Beachtung, dies insbesondere ob ihrer homoerotischen Gedichte, die sie für ihre Lebensgefährtin schrieb. Amy Lowell starb mit nur 51 Jahren an einem Schlaganfall.

## Veröffentlichungen (Auswahl)
- A Dome of Many-Coloured Glass. Houghton Mifflin, Boston 1912.[2]
- Sword Blades and Poppy Seed. Macmillan, New York 1914.
- Six French Poets. Macmillan, New York 1915.
- French Poets. Studies in Contemporary Literature. Macmillan, New York 1916.
- Men, Women, and Ghosts. Macmillan, New York 1917.
- Sword Blades and Poppy Seed. Macmillan, New York 1917.
- Tendencies in Modern American Poetry. Houghton Mifflin, Boston 1917.
- Can Grandes Castle. Macmillan Company, New York 1918.
- Legends. Houghton Mifflin, Boston 1921.
- A Critical Fable. Houghton Mifflin, Boston 1924.
- John Keats. Biografie in 2 Bänden. Houghton Mifflin, Boston 1925.
- What's O'Clock. Jonathan Cape, London 1925.
- A Some Of Many Colored Glass. Houghton Mifflin, Boston 1926.
- East Wind. Houghton Mifflin, Boston 1926.
- Ballads for Sale. Houghton Mifflin, Boston 1927.
- Verwundertes Glimmen. Ausgewählte Gedichte in einer zweisprachigen Ausgabe. Aus dem Englischen übersetzt von Annette Kühn. Luxbooks, Wiesbaden 2008, ISBN 978-3-939557-23-4.

## Vertonungen
- Der Komponist Juan María Solare hat von 2007 bis 2008 Lacquer Prints für Gesang und Schlagzeug vertont (der Liederzyklus hat eine Dauer von etwa 18 Minuten).